# КК Астана
КК Астана (каз. Астана баскетбол клубы) је казахстански кошаркашки клуб из истоименог града. У сезони 2022/23. такмиче се у ВТБ јунајтед лиги и Првој лиги Казахстана.

## Историја
Основани су 2011. године као наследник тима Астана тајгерс. 

## Успеси
- Прва лига Казахстана
  - Првак (10) :  2012, 2013, 2014, 2015, 2017, 2018, 2019, 2020, 2021, 2022.

- Куп Казахстана у кошарци
  - Победник (9) :  2011, 2012, 2013, 2014, 2017, 2018, 2019, 2020, 2021.

## Познатији играчи
- Лукша Андрић
- Јанис Блумс
- Андреас Глинијадакис
- Лука Дрча
- Андрија Жижић
- Немања Јарамаз
- Ник Кејнер-Медли
- Игор Милошевић
- Дејвид Сајмон
- Горан Ћакић
- Бранко Цветковић

## Познатији тренери
- Александар Трифуновић